# قرنفل شاحب
قرنفل شاحب (الاسم العلمي:Dianthus pallens) هو نوع من النباتات يتبع جنس القرنفل من الفصيلة القرنفلية.